# Виктор Лютце
Виктор Лютце (на немски: Viktor Lutze) е германски офицер и командир на Щурмабтайлунг от 1934 до 1943 г.

## Ранен живот
Лютце е роден в Бевергерн, Вестфалия през 1890 г. По-късно се присъединява към германската армия през 1912 г. и получава ранг на офицер. Той служи в 55-и пехотен полк. Бие се още в 369-и пехотен полк и 15-и резервистки пехотен полк по време на Първата световна война, където губи око в битка. След това Лютце става търговец и се присъединява към полицията.

## Нацистката партия и СА
Става член на Националсоциалистическата германска работническа партия (НСДАП) през 1922 г., а на СА през 1923 г. Той става сътрудник на Франц Пфефер фон Саломон, първият лидер на СА. Заедно те определят структурата на организацията.
Също така работи с Алберт Лео Шлагетер в съпротивата / саботажа на белгийската и френската Окупация на Рур през 1923 г. Заместник-гаулайтер за Рур през 1926 г. Неговата организация в Рур за СА става модел за други региони. През 1930 г. той е избран за Райхстага като представител на Хановер-Брауншвайг. През октомври 1931 г. организира огромен съвместен митинг в Брауншвайг на СА и СС, за да покаже силата си в Германия и лоялността към своя лидер Адолф Хитлер. Това е преди Хитлер да дойде на власт като Канцлер на Германия през януари 1933 г. Над 100 000 мъже присъстват на шествието, организирано от SA-Gruppe Nord, под ръководството на Лютце. На масовия митинг, СА уверява Хитлер за тяхната лоялност, а Хитлер на свой ред увеличава размера на СА със създаването на 24 нови формирования. Хитлер никога не забравя това демонстриране на лоялност от Лютце. Той се издига през редиците и през 1933 г. е СА-Обергрупенфюрер. През март 1933 г. той е назначен за полицейски шеф на Хановер, а по-късно и за областен управител и държавен съветник.

## Нощ на дългите ножове
Лютце играе важна роля в Нощта на дългите ножове (юни-юли 1934 г.) - той информира Хитлер за дейностите на Ернст Рьом против режима. В подготовката за разчистването на сметки, както Хайнрих Химлер, така и неговият заместник Райнхард Хайдрих, началник на Службата за сигурност на СС, събират досиета с производствени доказателства, които предполагат, че Рьом планира да премахне Хитлер. Междувременно Гьоринг, Химлер, Хайдрих и Лютце (по указание на Хитлер) изготвят списъци на лицата, които трябва да бъдат ликвидирани, като се започне от седемте висши служители на СА и включва много други. Имената на 85 жертви са известни, обаче оценките поставят общия брой убити до 200 души. След убийството на Рьом, Виктор Лютце го наследява като Щабшеф-СА, но след Нощта на дългите ножове, щурмоваците от СА вече не играят толкова важна роля, колкото в ранните дни на партията. Основните задачи на Лютце включват голямо намаляване на СА, задача, приветствана от СС и от редовните въоръжени сили Райхсвер. На 30 юни 1934 г. Хитлер издава директива от дванадесетте точки за изчистване и реорганизиране на СА.
На Конгреса на нацистката партия в Нюрнберг през септември 1934 г. Уилям Л. Ширер отбелязва, че Хитлер говори за СА за първи път след чистката. Ширер също така отбелязва, че Лютце говори там (потвърждава лоялността на СА). Ширер описва Лютце като притежаващ неприятен глас и смята, че „момчетата са го приели хладно“. Филмът „Триумф на волята“ на Лени Рифенщал показва обаче, че СА обгражда Лютце, когато той тръгва в края на своята вечерна реч. Неговият автомобил едва успява да премине през тълпата.

## Чуждестранна организация
След Аншлуса Лютце пътува до Австрия, за да помогне за реорганизацията на СА там.
През септември 1938 г. той пътува до Пасау, за да посрещне нацистите, които са се завърнали от Нюрнберг.
Повторното въвеждане на военна повинност през 1935 г. значително намалява размера на СА. Най-видимата му роля след чистката е да помага на СС в извършването на Кристалната нощ през ноември 1938 г. През февруари 1939 г. Лютце гледа парада на 20 000 Черни ризи в Рим и след това тръгва на обиколка на либийско-италианската граница с Тунис.

## Смърт
През януари 1939 г. ролята на СА е официално упълномощена като тренировъчна за въоръжените сили със създаването на SA Wehrmannschaften. Тогава през септември 1939 г. с началото на Втората световна война в Европа СА губи повечето от останалите си членове във военната служба във Вермахта (въоръжените сили). Лютце запазва позицията си в отслабената СА до смъртта си. На 1 май 1943 г. управлява автомобил близо до Потсдам с цялото си семейство. Шофира прекалено бързо и катастрофира на завой, като е тежко ранен, загива по-голямата му дъщеря Инге и е ранена по-малката му дъщеря. Виктор Лютце почива по време на операция в болница в Потсдам на следващата вечер. В новините се посочва, че инцидента е свързан с друго превозно средство, което подхранва пропаганда за безразсъдно шофиране от страна на обществеността. Хитлер заповядва на Йозеф Гьобелс да предаде съболезнованията му на съпругата на Виктор Паула.
Хитлер заповядва на 7 май 1943 г. да се проведе държавно погребение в Райхсканцеларията. Хитлер присъства лично, нещо, което рядко прави на този етап във войната, и посмъртно награждава Лютце с най-високата награда на нацистката партия, германския орден, 1-ва степен. След това Хитлер назначава Вилхелм Шепман за негов наследник в СА, но по това време организацията вече е напълно маргинализирана.

## Семеен живот
Снимките, открити в къщата на Лютце от съюзниците, показва семейство, което се радва на дневните разходки и тенис на маса.